# Toyota Paseo
 (février 2022).
Si vous disposez d'ouvrages ou d'articles de référence ou si vous connaissez des sites web de qualité traitant du thème abordé ici, merci de compléter l'article en donnant les références utiles à sa vérifiabilité et en les liant à la section « Notes et références ».
La Toyota Paseo est un petit coupé commercialisé par Toyota à partir de 1991. Connu sous le nom de Cynos au Japon, ce modèle partage son châssis avec la Toyota Tercel et la Toyota Starlet de la même époque. Disponible d'abord sous la forme d'un coupé puis d'un cabriolet.
En France, la Toyota Paseo était disponible à partir de 98 500 fr pour le modèle coupé, et 102 000 fr pour le modèle coupé S.

## Présentation
Il existe deux générations de Paseo :
Première génération, de 1991 à 1995 au Japon (Cynos), ainsi qu'en Océanie, et aux États-Unis (Paseo).
Châssis EL44, moteur 5E-FE 100 ch
Deuxième génération, de 1996 à 1999.
- Au Japon disponible de 08/1995 à fin 1999 (Cynos)
Châssis EL54, moteur 5E-FHE 1,5 litre, 110 ch (Cynos beta)
Châssis EL54, moteur 4E-FE 1,3 litre, 86 ch (Cynos alpha)

- Dans le reste du monde, disponible de début 1996 à fin 1999 (Paseo)
Châssis EL54, moteur 5E-FE 1,5 litre, 90 ch

Les modèles Cynos de seconde génération étaient aussi disponibles dans les pays avec conduite à gauche, mais pas au Royaume-Uni (principalement l'Océanie).
La Paseo cesse d'être commercialisée fin 1997 aux États-Unis, fin 1999 au Canada.
À partir de 1997, un cabriolet est commercialisé (châssis EL54C et EL52C). Ceux-ci sont réalisés en Californie avant de rejoindre leurs points de vente.
Toutes les Cynos et Paseo sont construites à Takaora plant, Japon.